# Per Knut Aaland
Per Knut Aaland (Innvik, 5 settembre 1954) è un ex fondista norvegese.

## Biografia
Originario di Innvik, località in seguito accorpata a Stryn, ha debuttato in campo internazionale ai Mondiali juniores del 1974, senza ottenere risultati di rilievo. Sciatore specializzato nelle lunghe distanze, conquistò il primo risultato di rilievo in carriera ai Campionati norvegesi del 1977, quando vinse la 50 km e fu proclamato miglior atleta della manifestazione.
In Coppa del Mondo ha esordito il 9 gennaio 1982 nella gara inaugurale della competizione, la 15 km di Reit im Winkl (7°) e ha ottenuto il primo podio il 20 febbraio 1983 nella 50 km di Kavgolovo (2°).
In carriera ha partecipato a due edizioni dei Giochi olimpici invernali, Innsbruck 1976 (6° nella 50 km) e Lake Placid 1980 (16° nella 30 km, 2° nella staffetta).

## Palmarès

### Olimpiadi
- 1 medaglia, valida anche ai fini iridati:
  - 1 argento (staffetta a Lake Placid 1980)

### Coppa del Mondo
- Miglior piazzamento in classifica generale: 16º nel 1983
- 3 podi (individuali[2]):
  - 3 secondi posti

### Campionati norvegesi
- 1 oro (50 km nel 1977)[1]